# کوشیار گیلانی
کیا ابوالحسن کوشیار بن لبّان باشهری گیلانی یا دیلمی (حدود ۹۴۰–۱۰۱۰ میلادی / ۳۳۰–۴۰۰ هجری) دانشمند برجسته ایرانی  ریاضی‌دانو ستاره‌شناس و طراح ابزارهای اخترشناسی  از اهالی گیلان بود او در گسترش علم ریاضیات و ستار شناسی در ایران و جهان اسلام و حتی اروپا و دوره های بعد در دوران شکوفایی اسلامی و پس از ان  نقش مهمی داشته است                                                                                                                                     کاربرد تابع تانژانت، شرح کامل دستگاه شصت‌گانی و نوشتن اعداد صحیح و کسری از کارهای اوست.
وی منجم باشی وشمگیر و قابوس بن وشمگیر بود. ریاضیدان نامی ابوالحسن علی بن احمد نسوی شاگرد وی بود.
کوشیار معاصر و همنشین ابوریحان بیرونی بود. سعدی در باب چهارم بوستان او را دانای گردن‌فراز خوانده‌است. لقب کیا در نام او در گیلان برای سیاست‌مردان و دانشمندان بزرگ به‌کار می‌رفته است.

## پیشینه و کارها

### گسترش ریاضیات
کتاب مهم او «اصول حساب هندی» به زبان‌های گوناگون ترجمه شده‌است. 

### نوشتن زیج
نوشتار اخترشناسی او «زیج جامع» است در این کتاب طول اوج خورشید و جدول مختصات ستارگان ثابت را محاسبه کرده‌است. 

### طراحی و ساخت اسطرلاب
از دیگر آثار برجسته او رساله‌هایش در ستاره‌شناسی و اسطرلاب است.

### اختراع قضیه سینوسها
کوشیار در ابداع شکل مغنی (قضیهٔ سینوس‌ها) سهیم بوده و بنا به گفته بیرونی نام شکل مغنی را او برای این قضیه اختیار کرده‌است.

### اختراع تابع تانژانت
کوشیار دیلمی از نخستین کسانی بود که تابع ظل (تانژانت) را به‌کار برد. 

### تکمیل جداول مثلثاتی
کوشیار دانش مثلثات را که از سوی بوزجانی و بتانی پایه‌ریزی شده بود گسترش داد و جدول‌های مثلثاتی آنان را تکمیل کرد.
علی مظاهری شرق شناس مقیم فرانسه در سال ۱۳۴۲ ش کتاب جبر و مقابله و محاسبات شصتگانی (عدد نویسی با مبنای ۶۰)  بعنوان تز دکترای خود به فرانسه ترجمه کرد.

## آثار
آثار وی به زبان عربی است که بخشی در گذشته‌های دور به فارسی ترجمه شده و دست‌نویس‌های آن موجود است.
- «اصول حساب الهند»، به زبان عربی
- جبر والمقابله
- «زیج جامع»، در اخترشناسی
- «زیج بالغ»، در اخترشناسی
- «مجمل الاصول فی احکام النجوم»، به نام «المدخل فی صناعة احکام النجوم» یا «اربع مقالات»
- «کتاب الاسطرلاب و کیفیة عمله و اعتباره علی التمام و الکمال»
- «رساله فی الابعاد و الاجرام».
- کتاب الاسطرلاب
- تجرید اصول ترکیب الجیوب
- احکام سهمیات
- لامع فی امثلة الزیج الجامع